# Тучно (Любуське воєводство)
Тучно (пол. Tuczno, нім. Schönrade) — село в Польщі, у гміні Стшельці-Краєнські Стшелецько-Дрезденецького повіту Любуського воєводства.
Населення — 655 осіб (2011).
У 1975-1998 роках село належало до Гожовського воєводства.

## Демографія
Демографічна структура станом на 31 березня 2011 року:
|          | Загалом | Допрацездатний вік | Працездатний вік | Постпрацездатний вік |
| -------- | ------- | ------------------ | ---------------- | -------------------- |
| Чоловіки | 326     | 71                 | 222              | 33                   |
| Жінки    | 329     | 68                 | 189              | 72                   |
| Разом    | 655     | 139                | 411              | 105                  |